# Араярви, Пентти
Пентти Илкка Олави Араярви (фин. Pentti Ilkka Olavi Arajärvi; 2 июня 1948, Хельсинки, Финляндия) — финский профессор, доктор юриспруденции и муж экс-президента Финляндии Тарьи Халонен. Араярви и Халонен заключили брак в 2000 году, когда последняя уже занимала пост президента Финляндии.

## Биография
Родился 2 июня 1948 года в Хельсинки, в семье известного детского психолога Тертту Араярви (1922—2014) и её мужа, магистра права Тауно Араярви. Пентти Араярви работал в Министерстве образования Финляндии (1972—1984), а с середины 1980-х годов занимал в Парламенте пост секретаря и советника комитета по социальным и экономическим вопросам. В этой должности Араярви находился до 2002 года, когда он защитил докторскую диссертацию по юриспруденции, что позволило ему стать доцентом социального права в университете Хельсинки. В 2003—2006 гг. он работал по совместительству в университете Йоэнсуу в качестве профессора по вопросам социального права и права в области образования. В 2006—2011 гг. он занимал аналогичную должность в университете Восточной Финляндии. В 2012 году Араярви стал профессором социального права в университете Хельсинки. Он является консультантом по распространённым вопросам в области социальной политики.
Араярви является автором нескольких научных книг.
В октябре 2005 года Араярви был выбран председателем Баскетбольного союза Финляндии. Увлечение Пентти баскетболом началось ещё в школе. В ноябре 2007 года его сняли с этой должности по причине неудовлетворительного финансового положения организации. Араярви часто принимал участие в эстафете Юкола, последний раз это произошло в 2006 году. Также Пентти Араярви входит в правление организации, которой подведомственна престижная хельсинкская школа Ressut. Выпускником этой школы является сам Араярви.
В марте 2012 года Араярви выразил желание принять участие в муниципальных выборах в Хельсинки того же года.

## Награды иностранных государств
- Бельгия: Кавалер Большого креста Ордена Короны (апрель 2004)[3]
- Латвия: Орден Трёх Звёзд I степени и Крест Признания I степени
- Люксембург: Большой крест Ордена Адольфа Нассау (ноябрь 2008)[4][5]
- Эстония: Орден Креста земли Марии и Орден Белой звезды I степени